# Agape

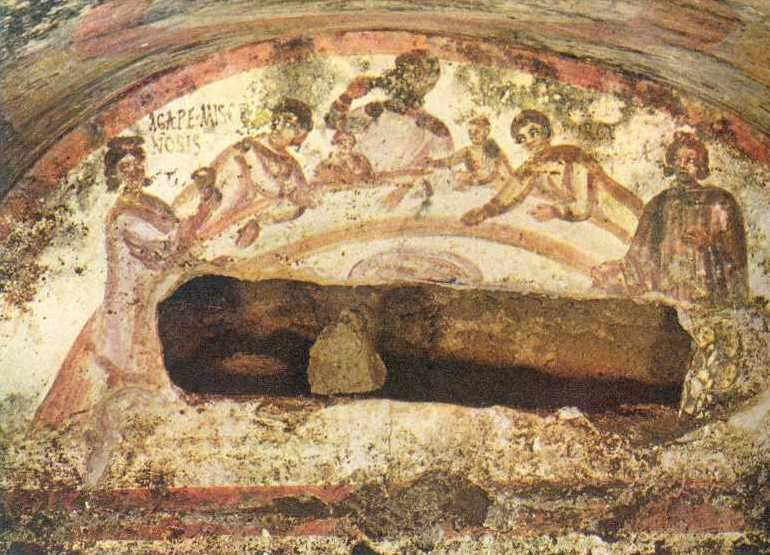
Probabile raffigurazione del banchetto dell'Agape in un affresco delle catacombe dei Santi Marcellino e Pietro a Roma. A partire dal I secolo e fino al IV secolo, insieme al rito dell'eucaristia, si sarebbe sviluppata una forma di cena tra i fedeli cristiani basata su questo sentimento.

Àgape o agàpe (in greco antico: ἀγάπη?, agápē, in latino caritas) significa amore disinteressato, immenso, smisurato. Viene utilizzato nella teologia cristiana per indicare l'amore di Dio nei confronti dell'umanità.

## Terminologia
Il termine, rintracciabile nell'espressione ebraica ahabâ dell'Antico Testamento, è presente nella Bibbia dei Settanta, nella versione greca dei Vangeli, e nelle Lettere di Paolo. Nel vangelo di Giovanni è anche sinonimo di eucaristia.
Il verbo greco ἀγαπἀω era citato in autori della Grecia classica, per i quali significava «accogliere con affetto», «avere caro», oppure «essere contento», «preferire»,, mentre come sostantivo lo si trova in Iliade come «amore della virilità», «coraggio».
L'equivalente vocabolo latino caritas è stato poi utilizzato da altri autori e filosofi cristiani, soprattutto di tradizione neoplatonica, per indicare lo slancio, l'entusiasmo dell'amore verso un coniuge, la famiglia, o una qualunque particolare attività, a differenza della philia, sentimento di amicizia di carattere generalmente non sessuale, e in contrasto con eros, l'attrazione carnale.
Non è quindi solo un sentimento, ma anche una virtù, uno stato spirituale, un dono di Dio, una grazia. Viene tradotta con carità nelle versioni bibliche cattoliche e con amore nelle versioni bibliche protestanti.

## Nel cristianesimo
I due modi complementari di intendere l'amore:
- Eros, come desiderio di possesso, di inglobare l'altro nell'io;
- Ágape, come dono disinteressato, andando oltre se stessi.

(Preghiera semplice)
L'agape per i cristiani delle origini era una pratica caritatevole consistente in un banchetto comunitario comprendente la messa, una comunione, espressione più in generale del legame di una comunità umana riunita insieme e vincolata dall'amore fraterno. Durante il suo svolgimento doveva quindi essere previsto il rituale dell'eucaristia, in ricordo dell'Ultima cena, da cui presumibilmente deriva, anche se questo legame col banchetto sacro tese a dissolversi col tempo, man mano che cresceva il numero dei fedeli, con una conseguente diversificazione dei due riti.
Sul piano filosofico passò invece a indicare l'amore spirituale, come superamento dell'eros che è l'amore di attrazione tra uomo e donna. Mentre in Platone l'eros è un amore di tipo ascensivo, animato dalla bramosia di possedere l'oggetto amato, vissuto come esigenza di completamento e bisogno di appropriarsi di ciò che a noi manca, l'agape è la risposta di Dio a un tale desiderio, e consiste nella scoperta apparentemente paradossale che solo nel dono di sé l'eros può approdare alla meta tanto anelata, giungendo a infinita e totale soddisfazione.
Nella Bibbia e, in particolare nel Nuovo Testamento, la parola è usata infatti non in contrapposizione con l'amore "umano", ma come completamento e sublimazione dello stesso. L'Agape è infatti per i cristiani il vertice più alto dell'amore, il punto in cui la filosofia culmina nella religione, quando dopo aver percorso l'ascesi filosofica ha inizio il cammino inverso, per rendere partecipi gli altri uomini della Verità appena raggiunta. L'Agape è quindi l'amore gratuito, di colui che dona tutto sé stesso all'altro o agli altri senza prevedere o pretendere nulla in cambio, ed è perciò incondizionato e assoluto.

## Dibattito critico
Il rapporto tra le due forme di amore è stato al centro di un dibattito critico tra gli studiosi. Mentre Anders Nygren distingueva nettamente l'agape dall'eros, attribuendo il primo al cristianesimo e il secondo al mondo greco, Benedetto XVI nella sua enciclica presenta invece le due forme di amore come espressioni complementari di un unico sentimento. Richiamandosi a vicenda pervadono entrambe il messaggio biblico: «Eros e agape, amore ascendente e amore discendente, non si lasciano mai separare completamente l'uno dall'altro [...] . La fede biblica non costruisce un mondo parallelo o un mondo contrapposto rispetto a quell'originario fenomeno umano che è l'amore, ma accetta tutto l'uomo intervenendo nella sua ricerca di amore per purificarla, dischiudendogli al contempo nuove dimensioni».
In polemica con Nygren, John Michael Rist ha sostenuto che il concetto di agape non è estraneo neppure a Platone e ai neoplatonici pagani, sebbene costoro utilizzino esclusivamente il termine eros: «Nygren ha indubbiamente ragione nel sostenere che sia Platone che Plotino parlano più dell'amore appetitivo che di qualunque altra specie di Eros, ma entrambi hanno perfezionato il loro concetto di amore nella direzione della Agape, in una misura molto più grande di quella ammessa da Nygren».
Egli rileva ad esempio che l'eros in Plotino non sembra essere soltanto un movimento ascensivo, ma anche una forza creatrice, propria dell'Uno che «ama se stesso»:
(John M. Rist, Eros e Psyche, p. 110, Vita e Pensiero, 1995)
Del resto, anche nei cristiani Origene e Dionigi, secondo Rist, eros e agape non sono ritenuti in contrasto tra di loro, sebbene la letteratura cristiana abbia preferito adoperare il termine agape per evitare gli equivoci a cui si sarebbe prestato l'utilizzo di eros, qualora inteso in senso troppo «carnale». Un uso di eros accanto a quello di agape lo si ritrova pure in Gregorio di Nissa, nel quale secondo Walther Völker esso sarebbe da leggere analogamente non come amore possessivo per un malinteso influsso platonico come sostenuto da Nygren, ma alla luce appunto dell'agape e della dottrina cristiana della grazia.